# أراب آيدول (الموسم 2)
الموسم الثاني من أراب آيدل انطلق في 8 مارس/آذار 2013. يقدم المسابقة في هذا الموسم الممثل والمغني المصري أحمد فهمي بدل عبد الله الطليحي، ولاحقا في مرحلة العروض المباشرة ستنضم الوصيفة الأولى في مسابقة ملكة جمال لبنان لعام 2005 أنابيلا هلال.
تم إضافة عضو رابع إلى لجنة التحكيم هي المغنية اللبنانية نانسي عجرم، ليصبح عددها أربعة إلى جانب المغني وملحن اللبناني راغب علامة، المغنية الإماراتية أحلام والملحن والموزع والمنتج الموسيقي المصري حسن الشافعي.
الفائز بلقب البرنامج بهذا الموسم هو الشاب الفلسطيني محمد عساف من قطاع غزة، وحصل إلى جانب اللقب على تسجيل ألبوم وفيديو كليب من قبل شركة بلاتينوم ريكوردس وذلك بإشراف الفنان راشد الماجد مالك الشركة إضافة إلى سيارة شيفروليه كامارو موديل 2013. وحصل أيضا تكريما من قبل السلطة الفلسطينية والأنروا على لقب سفير النوايا الحسنة مع مزايا دبلوماسية.

## اختبارات الأداء
في أغسطس 2012 تم الكشف عن المدن التي سيتم فيها اختبارات الأداء للمشتركين وذلك على الموقع الرسمي لقناة إم بي سي 1، حيث تم إضافة مدن جديدة كالدوحة، الأقصر وأربيل. والمدن المختارة كالتالي:
- مصر:

الأقصر 11 أكتوبر/تشرين الأول 2012.
الإسكندرية 15 أكتوبر/تشرين الأول 2012.
القاهرة 19 و 20 أكتوبر/تشرين الأول 2012.
- الدار البيضاء، المغرب، 28 و 29 أكتوبر/تشرين الأول 2012.
- تونس، تونس، 2 و 3 نوفمبر/تشرين الثاني 2012.
- عمان، الأردن، 8 نوفمبر/تشرين الثاني 2012.
- أربيل، العراق، 11 نوفمبر/تشرين الثاني 2012.
- دبي، الإمارات، 19 نوفمبر/تشرين الثاني 2012.
- جدة، السعودية، 23 نوفمبر/تشرين الثاني 2012.
- بيروت، لبنان، 29 و 30 نوفمبر/تشرين الثاني 2012.

### مدن مستبعدة
- الدوحة، قطر، 15 نوفمبر/تشرين الثاني 2012، استبعدت إقامة اختبارات الأداء بسبب قيام القطريين بحملة على الإنترنت لمنع قدوم فريق البرنامج، بحجة أن البرنامج لا يتماشى مع عادات وتقاليد المجتمع القطري المحافظ والقيم الإسلامية.

الجديد في هذا الموسم أن اللجنة الرئيسية لن تسافر مع فريق العمل لإجراء الاختبارات، وذلك بسبب الأوضاع المتردية في المنطقة. سافروا فقط إلى مصر وأجروا فيها الاختبارات شخصيا، بينما سافر فريق عمل البرنامج ولجنة مخصصة بعملية الاختيار إلى الدول الباقية واختاروا المواهب التي حضرت إلى بيروت لإجراء الاختبارات أمام لجنة التحكيم الأساسية، التي أختارت من بينهم المتأهلين إلى الجولة الثانية.

## التصفيات
تم انتقاء 95 متسابقا من بين كل الذين تقدموا للاشتراك الذي بلغ عددهم 15.000 متقدم، لكي ينتقلوا لمرحلة التصفيات الثانية في بيروت. هذه المرحلة، تم تجزئتها إلى ثلاثة أقسام. في القسم الأول تم تكوين عشر مجموعات من المتأهلين، وعلى كل فرد من المجموعة أن يؤدي مقطع لأي أغنية يحبها أمام الحكام خلال مدة قدرها دقيقة واحدة. بختام القسم الأول من هذه المرحلة تم انتقاء 61 متسابق.
في القسم الثاني من التصفيات، تم تقسيم المتسابقين مجددا إلى 11 فريقا من شبان وبنات وكل مجموعة مؤلفة من خمسة أو ستة متسابقين. كل فريق اختار قائدا له، قام باختيار أحد روائع الأعمال المسرحية أو السينمائية العربية لكي يقوموا بتأدية أحد أغنيها أمام لجنة التحكيم. الأفلام والأغناني كانت التالية:
مجموعة البنات:
- « مالي » لوردة الجزائرية، من فيلم «صوت الحب» (1973)
- « الورد جميل » لأم كلثوم، من فيلم «فاطمة» (1947)
- « راجعين يا هوى » لفيروز، من مسرحية «لولو» للأخوان رحباني (1974)
- « ياود يا تقيل » لسعاد حسني، من فيلم «خلي بالك من زوزو» (1972)
- « ايمتى حتعرف » و« ليالي الأنس » لأسمهان، من فيلم «غرام وانتقام» (1944)

مجموعة الشباب:
- « يا مسافر وحدك » لمحمد عبد الوهاب، من فيلم «ممنوع الحب» (1942)
- « جانا الهوى » لعبد الحليم حافظ، من فيلم «أبي فوق الشجرة» (1969)
- « غريبين وليل » لغسان صليبا، من مسرحية «صيف 840» للأخوان رحباني (1987)
- « جبار » لعبد الحليم حافظ، من فيلم «معبودة الجماهير» (1963)
- « حبينا » لفريد الأطرش، من فيلم «نغم في حياتي» (1975)

بقي بنهاية هذه القسم 46 متسابقا. تم أخذ سبعة متسابقين زيادة عن العدد المطلوب وهو أربعون متسابقا بسبب جودة خامة أصواتهم.
في القسم الثالث والأخير من التصفيات المسماة الأغنية الحاسمة على الـ46 متسابقا أن يختاروا أغنية من قائمة مؤلفة من خمسة عشر أغنية (خمسة باللهجة المصرية، خمسة باللهجة اللبنانية وخمسة باللهجة الخليجية) لتأديتها أمام لجنة التحكيم، والتي بدورها تقوم باختيارهم من خلال قرعة. بهذه الجولة تم أنتقال 27 متسابقا لمرحلة العروض المباشرة. وأيضا تم تجاوز العدد المطلوب وهو عشرون متسابقا. والمتأهلون للمرحلة النصف نهائية من العروض المباشرة هم:
| الشباب - سوريا، عبد الكريم حمدان (25 سنة) - الجزائر، سعد نزار (28 سنة) - فلسطين، محمد عساف (23 سنة) - العراق، مهند المرسومي (27 سنة) - العراق، أسامة ناجي (23 سنة) - لبنان، وائل سعيد (18 سنة) - لبنان، زياد خوري (24 سنة) - تونس، محمد عامر (26 سنة) - تونس، محمد دغمان (24 سنة) - المغرب، عمر الإدريسي (24 سنة) - المغرب، جمال عباد (25 سنة) - مصر، كريم حسام (18 سنة) - مصر، أحمد جمال (24 سنة) - السعودية، فارس المدني (27 سنة) - السعودية، إبراهيم عبد الله (25 سنة) | البنات - سوريا، فرح يوسف (21 سنة) - تونس، زهور الشعري (23 سنة) - البحرين، حنان رضا (21 سنة) - العراق، برواس حسين (24 سنة) - المغرب، سلمى رشيد (18 سنة) - المغرب، فاطمة الزهراء القرطبي (27 سنة) - المغرب، يسرا سعوف (20 سنة) - مصر، هايدي موسى (19 سنة) - مصر، صابرين النجيلي (20 سنة) - مصر، ميرنا هشام (15 سنة) - مصر، مريم محمد رمضان (16 سنة) - مصر، نورهان البغدادي (23 سنة) |

#### الحلقة الربعة: العروض المباشرة، المرحلة النصف نهائية 2013.04.20

جميع المتأهلين للمرحلة النهائية من شباب وصبايا.

## التصفيات النصف نهائية - مرحلة العروض المباشرة

### الأسبوع الأول
| المتسابقة             | الأغنية المؤداة                          |
| --------------------- | ---------------------------------------- |
| ميرنا هشام            | ما تعتذرش - شيرين عبد الوهاب             |
| يسرا سعوف             | عيون القلب - نجاة الصغيرة                |
| زهور الشهري           | الأسامي - ذكرى محمد                      |
| هايدي موسى            | لولا الملامة - وردة الجزائرية            |
| حنان رضا              | قالوا حبيبك مسافر - ذكرى محمد            |
| صابرين النجيلي        | أروح لمين - أم كلثوم                     |
| برواس حسين            | النسخة الكردية من قدك المياس - صباح فخري |
| مريم محمد             | يما القمر عالباب - فايزة أحمد            |
| سلمى رشيد             | زمان الصمت - طلال مداح                   |
| نورهان البغدادي       | حياتي - أصالة نصري                       |
| فاطمة الزهراء القرطبي | بيحسدوني عليه - نوال الكويتية            |
| فرح يوسف              | مادام تحب بنكر ليه - أم كلثوم            |

| المتسابق         | الأغنية المؤداة                       |
| ---------------- | ------------------------------------- |
| أحمد جمال        | موعود - عبد الحليم حافظ               |
| أسامة ناجي       | فوق النخل - تراث عراقي                |
| محمد عامر        | يلي تاعبنا سنين في هواه - جورج وسوف   |
| وائل سعيد        | سيجنا لبنان - وديع الصافي             |
| عمر الإدريسي     | بلاش تبوسني - محمد عبد الوهاب         |
| كريم حسام        | الدنيا علمتني - وائل جسار             |
| فارس المدني      | ايا غالي الأثمان - محمد عبده          |
| سعد نزار         | سيه لا في (c'est la vie) - الشاب خالد |
| محمد عساف        | يا صغيرة - ملحم زين                   |
| إبراهيم عبد الله | لا تضايقون الترف - محمد عبده          |
| زياد خوري        | خطرنا عبالك - طوني حنا                |
| محمد دغمان       | أعز الحبايب - صابر الرباعي            |
| عبد الكريم حمدان | قدك المياس - صباح فخري                |
| مهند المرسومي    | طالعة من بيت أبوها - ناظم الغزالي     |
| جمال عباد        | ابعتلي جواب - صباح فخري               |

### الأسبوع الثاني
| التسلسل | المتسابقة        | الأغنية المؤداة                           |
| ------- | ---------------- | ----------------------------------------- |
| 1       | برواس حسين       | النسخة الكردية من حول يا غنام - تراث شعبي |
| 2       | صابرين النجيلي   | لو تعرفوا - أصالة نصري                    |
| 3       | فرح يوسف         | خدني معك - سلوى القطريب                   |
| 4       | زياد خوري        | قلبي مال - رامي عياش                      |
| 5       | عبد الكريم حمدان | عندك بحرية - وديع الصافي                  |
| 6       | أحمد جمال        | موعود - عبد الحليم حافظ                   |
| 7       | محمد عساف        | يا طير يا طاير- تراث فلسطيني              |
| 8       | مهند المرسومي    | عبرت الشط - كاظم الساهر                   |

| التسلسل | الحكم         | المتسابق    | الأغنية المؤداة                  | النتيجة        |
| ------- | ------------- | ----------- | -------------------------------- | -------------- |
| 1       | حسن الشافعي   | يسرا سعوف   | "ما تحاسبنيش - شيرين عبد الوهاب" | إختارها الحكم  |
| 2       | حسن الشافعي   | جمال عباد   | "جيت بوقتك - ملحم بركات"         | خرج من السباق  |
| 3       | نانسي         | ميرنا هشام  | "اتمناله الخير - أنغام"          | خرجت من السباق |
| 4       | نانسي         | وائل سعيد   | "جرح الماضي - وائل جسار"         | إخترته الحكم   |
| 5       | أحلام الشامسي | أسامة ناجي  | "سر حبي - أبو بكر سالم"          | خرج من السباق  |
| 6       | أحلام الشامسي | فارس المدني | "أحتاجك أنا - أحلام الشامسي"     | إخترته الحكم   |
| 7       | راغب          | سلمى رشيد   | "يا مسهرني - أم كلثوم"           | إختارها الحكم  |
| 8       | راغب          | حنان رضا    | "أبشرك - أسماء المنور"           | إختارها الحكم  |

## التصفيات النهائية - مرحلة العروض المباشرة

### لوحة النتائج الأسبوعية
| بنات | شباب | النتيجة | أنقذتها اللجنة | الوصيف الثالث | الوصيف الثاني | الفائز |

| لم يغني | بأمان | المركز الثالث | المركز الثاني | مستبعد | بطاقة الإنقاذ |

| المرحلة: | المرحلة:         | نصف النهاية    | النهاية       | النهاية       | النهاية       | النهاية       | النهاية       | النهاية       | النهاية       | النهاية    | النهاية    | النهاية | النهاية | النهاية |  |  |  |  |  |
| الأسبوع: | الأسبوع:         | 2013.04.20-19  | 27.04.2013    | 04.05.2013    | 11.05.2013    | 18.05.2013    | 25.05.2013    | 01.06.2013    | 08.06.2013    | 15.06.2013 | 22.06.2013 |         |         |         |  |  |  |  |  |
| المركز   | المتسابق         | النتيجة        | النتيجة       | النتيجة       | النتيجة       | النتيجة       | النتيجة       | النتيجة       | النتيجة       | النتيجة    | النتيجة    | النتيجة | النتيجة | النتيجة |  |  |  |  |  |
| 1        | محمد عساف        | متأهل          |               |               |               |               |               |               |               |            | الفائز     |         |         |         |  |  |  |  |  |
| 2–3      | فرح يوسف         | متأهلة         |               |               |               |               |               |               |               |            | الوصيفة    |         |         |         |  |  |  |  |  |
| 2–3      | أحمد جمال        | متأهل          |               |               |               |               |               | المركز الثالث |               |            | الوصيف     |         |         |         |  |  |  |  |  |
| 4        | زياد خوري        | متأهل          |               |               |               |               | المركز الثالث | المركز الثالث | المركز الثالث | مستبعد     |            |         |         |         |  |  |  |  |  |
| 5–6      | برواس حسين       | متأهلة         |               |               |               | المركز الرابع |               |               | مستبعدة       |            |            |         |         |         |  |  |  |  |  |
| 5–6      | سلمى رشيد        | أنقذتها اللجنة |               | المركز الرابع |               |               |               |               | مستبعدة       |            |            |         |         |         |  |  |  |  |  |
| 7        | عبد الكريم حمدان | متأهل          |               |               | المركز الثالث | المركز الرابع | المركز الثالث | مستبعد        |               |            |            |         |         |         |  |  |  |  |  |
| 8        | مهند المرسومي    | متأهل          |               | المركز الرابع |               |               | مستبعد        |               |               |            |            |         |         |         |  |  |  |  |  |
| 9–10     | يسرا سعوف        | أنقذتها اللجنة |               |               | المركز الثالث | مستبعدة       |               |               |               |            |            |         |         |         |  |  |  |  |  |
| 9–10     | فارس المدني      | أنقذته اللجنة  |               |               | بطاقة إنقاذ   | مستبعد        |               |               |               |            |            |         |         |         |  |  |  |  |  |
| 11–12    | صابرين النجيلي   | متأهلة         | المركز الثالث | مستبعدة       |               |               |               |               |               |            |            |         |         |         |  |  |  |  |  |
| 11–12    | حنان رضا         | أنقذتها اللجنة | المركز الثاني | مستبعدة       |               |               |               |               |               |            |            |         |         |         |  |  |  |  |  |
| 13       | وائل سعيد        | أنقذته اللجنة  | مستبعد        |               |               |               |               |               |               |            |            |         |         |         |  |  |  |  |  |

### الأغاني التي قام بتاديتها المشتركون في حلقات المرحلة النهائية
| رمز | الحاصل على بطاقة الإنقاذ الوحيدة | غادر السباق لحصوله على أقل نسبة تصويت من الجمهور | الحاصل على المركز الثالث | الحاصل على المركز الثاني | الفائز بلقب البرنامج |

| التسلسل | المتسابق         | الأغنية المؤداة                |
| ------- | ---------------- | ------------------------------ |
| 1       | محمد عساف        | على حسب وداد - عبد الحليم حافظ |
| 2       | مهند المرسومي    | بين إيديا - ماجد المهندس       |
| 3       | سلمى رشيد        | لزرعلك بستان ورود - فؤاد غازي  |
| 4       | حنان رضا         | وحياتي عندك - ذكرى             |
| 5       | فرح يوسف         | حلم - أم كلثوم                 |
| 6       | وائل سعيد        | ما عاد بدي ياك - ملحم زين      |
| 7       | فارس المدني      | يبان الشوق - عبادي الجوهر      |
| 8       | أحمد جمال        | يونس - محمد منير               |
| 9       | صابرين النجيلي   | خليل العين - أسماء المنور      |
| 10      | برواس حسين       | مقادير - طلال مداح             |
| 11      | عبد الكريم حمدان | سلم عليها يا هوى - ملحم بركات  |
| 12      | يسرا سعوف        | الأماكن - محمد عبده            |
| 13      | زياد خوري        | دقوا المهابيج - فيروز          |

| التسلسل | المتسابق         | الأغنية المؤداة                |
| ------- | ---------------- | ------------------------------ |
| 1       | فرح يوسف         | حبينا واتحبينا - ميادة الحناوي |
| 2       | مهند المرسومي    | لوه لول ولوا - سعدون جابر      |
| 3       | سلمى رشيد        | عالبال - سميرة سعيد            |
| 4       | عبد الكريم حمدان | على رمش عيونها - وديع الصافي   |
| 5       | يسرا سعوف        | اللي كان - نانسي عجرم          |
| 6       | فارس المدني      | ما عاد بدري - محمد عبده        |
| 7       | حنان رضا         | أحبك موت - أحلام الشامسي       |
| 8       | زياد خوري        | يللي بجمالك - صابر الرباعي     |
| 9       | محمد عساف        | ياريت - راغب علامة             |
| 10      | صابرين النجيلي   | كل اللي لاموني - ذكرى          |
| 11      | أحمد جمال        | إمتى الزمان - محمد عبد الوهاب  |
| 12      | برواس حسين       | عالعين موليتين - سميرة توفيق   |

| التسلسل | المتسابق         | الأغنية المؤداة                    |
| ------- | ---------------- | ---------------------------------- |
| 1       | زياد خوري        | أنا يا طير - فؤاد سالم             |
| 2       | أحمد جمال        | مشيت خلاص - وائل جسار              |
| 3       | برواس حسين       | شلونك عيني شلونك - صلاح عبد الغفور |
| 4       | سلمى رشيد        | للصبر حدود - أم كلثوم              |
| 5       | فارس المدني      | مليون خاطر - عبد المجيد عبد الله   |
| 6       | محمد عساف        | قتلوني عيونا السود - وديع الصافي   |
| 7       | مهند المرسومي    | إني خيرتك - كاظم الساهر            |
| 8       | فرح يوسف         | لشحد حبك - نجوى كرم                |
| 9       | يسرا سعوف        | إن راح منك يا عين - شادية          |
| 10      | عبد الكريم حمدان | يا مال الشام - صباح فخري           |

| التسلسل | المتسابق         | الأغنية المؤداة                    |
| ------- | ---------------- | ---------------------------------- |
| 1       | برواس حسين       | أحبك - سميرة توفيق                 |
| 2       | يسرا سعوف        | أنا قلبي ليك ميال - فايزة أحمد     |
| 3       | زياد خوري        | زرعناها قلوب - وديع الصافي         |
| 4       | عبد الكريم حمدان | اللي نساك إنساه - عبد الله الرويشد |
| 5       | سلمى رشيد        | زي العسل - صباح (مغنية)            |
| 6       | مهند المرسومي    | أنت على بالي - تراث عراقي          |
| 7       | أحمد جمال        | روح - فضل شاكر                     |
| 8       | فارس المدني      | قولي عملك إيه - محمد عبد الوهاب    |
| 9       | فرح يوسف         | لقيتك - عصام رجي                   |
| 10      | محمد عساف        | الزينة لبست خلخالها - سمير يزبك    |

| التسلسل | المتسابق         | الأغنية المؤداة             |
| ------- | ---------------- | --------------------------- |
| 1       | سلمى رشيد        | أنا بعشقك - ميادة الحناوي   |
| 2       | مهند المرسومي    | قوللي يا حلو - ناظم الغزالي |
| 3       | برواس حسين       | بعيد عنك - أم كلثوم         |
| 4       | عبد الكريم حمدان | عالطاير - صابر الرباعي      |
| 5       | زياد خوري        | ولا مرة - ملحم بركات        |
| 6       | محمد عساف        | عنابي - كارم محمود          |
| 7       | فرح يوسف         | إحساس جديد - نانسي عجرم     |
| 8       | أحمد جمال        | سواح - عبد الحليم حافظ      |

| التسلسل | المتسابق         | الأغنية المؤداة             |
| ------- | ---------------- | --------------------------- |
| 1       | زياد خوري        | لهجر قصرك - تراث سوري       |
| 2       | عبد الكريم حمدان | بيني وبينك - صباح فخري      |
| 3       | فرح يوسف         | أوعدك - سعاد محمد           |
| 4       | أحمد جمال        | قلبي عاشقها - راغب علامة    |
| 5       | برواس حسين       | يا طير ياطاير - إسماعيل خضر |
| 6       | محمد عساف        | بعاد كنتم - محمد عبده       |
| 7       | سلمى رشيد        | كتر خيري - شيرين عبد الوهاب |

| التسلسل | المتسابق   | الأغنية المؤداة                |
| ------- | ---------- | ------------------------------ |
| 1       | فرح يوسف   | يا بدع الورد - أسمهان          |
| 2       | محمد عساف  | صوت الحدى - عاصي الحلاني       |
| 3       | سلمى رشيد  | ناويلك - أحلام الشامسي         |
| 4       | برواس حسين | سألوني الناس - فيروز           |
| 5       | زياد خوري  | ممنونك أنا - ملحم زين          |
| 6       | أحمد جمال  | ما تفتنيش أنا وحدي - سيد مكاوي |

| التسلسل | المتسابق  | الأغنية المؤداة                                            |
| ------- | --------- | ---------------------------------------------------------- |
| 1       | فرح يوسف  | اعتزلت الغرام - ماجدة الرومي العيون السود - وردة الجزائرية |
| 2       | أحمد جمال | وحشتني عيونك - أحمد سعد (مغني) أمانة عليك - كارم محمود     |
| 3       | زياد خوري | رمشة عين - وديع الصافي جرحونا برمش عين - جورج وسوف         |
| 4       | محمد عساف | كل ده كان ليه - محمد عبد الوهاب نمشة ونمشة - صابر الرباعي  |

الأسبوع التاسع والأخير 21 حزيران 2013

 ضيف السهرة: عاصي الحلاني
| التسلسل | المتسابق  | الأغنية المؤداة                                                                       |
| ------- | --------- | ------------------------------------------------------------------------------------- |
| 1       | محمد عساف | يا عين على الصبر - وديع الصافي لنا الله - محمد عبده على الكوفية - تراث فلسطيني الفائز |
| 2       | فرح يوسف  | قدود حلبية - تراث سوري قالوا ترا - عبادي الجوهر بكتب إسمك يا بلادي - جوزيف عازار      |
| 2       | أحمد جمال | على نار - صابر الرباعي فقدتك - حسين الجسمي احلف بسماها وبترابها - عبد الحليم حافظ     |